# Jordan Eberle
Jordan Ryan Eberle, född 15 maj 1990 i Regina, Saskatchewan, är en kanadensisk professionell ishockeyspelare som spelar för Seattle Kraken i NHL. 
Han spelade tidigare för New York Islanders och Edmonton Oilers, som valde honom i NHL-draften 2008 som 22:a spelare totalt. 
Internationellt har han deltagit i två juniorvärldsmästerskap där han med sitt Kanada tagit ett guld och ett silver, år 2009 respektive 2010. I turneringen 2010 blev han utsedd till bästa forward samt turneringens mest värdefulla spelare. Sammanlagt har Jordan Eberle producerat 26 poäng i JVM, vilket gör honom till Kanadas näst bästa poänggörare genom tiderna i turneringen.

## Spelarkarriär
Eberle debuterade för Edmonton Oilers i NHL säsongen 2010–11 med att göra 1 mål och 1 assist i sin första match, 7 oktober 2010 mot Calgary Flames. Målet gjordes i numerärt underläge och blev efter säsongen framröstat till NHL:s Goal of the Year på ligans Facebook-sida  samt Play of the Year på The Sports Network's hemsida. Totalt gjorde Eberle 18 mål och 25 assist för 43 poäng på 69 matcher som rookie i NHL.
22 juni 2017 tradades han till New York Islanders i utbyte mot Ryan Strome.

## Statistik

### Klubbkarriär
| 2005–06    | Calgary Buffaloes    | AMHL       | 31  | 14  | 20  | 34  | 6   | 11 | 7 | 1 | 8 | 8 |
| 2006–07    | Regina Pats          | WHL        | 66  | 28  | 27  | 55  | 32  | 6  | 2 | 5 | 7 | 2 |
| 2007–08    | Regina Pats          | WHL        | 70  | 42  | 33  | 75  | 20  | 5  | 2 | 4 | 6 | 7 |
| 2008–09    | Regina Pats          | WHL        | 61  | 35  | 39  | 74  | 20  | —  | — | — | — | — |
| 2008–09    | Springfield Falcons  | AHL        | 9   | 3   | 6   | 9   | 4   | —  | — | — | — | — |
| 2009–10    | Regina Pats          | WHL        | 57  | 50  | 56  | 106 | 32  | —  | — | — | — | — |
| 2009–10    | Springfield Falcons  | AHL        | 11  | 6   | 8   | 14  | 0   | —  | — | — | — | — |
| 2010–11    | Edmonton Oilers      | NHL        | 69  | 18  | 25  | 43  | 22  | —  | — | — | — | — |
| 2011–12    | Edmonton Oilers      | NHL        | 78  | 34  | 42  | 76  | 10  | —  | — | — | — | — |
| 2012–13    | Oklahoma City Barons | AHL        | 34  | 25  | 26  | 51  | 10  | —  | — | — | — | — |
| 2012–13    | Edmonton Oilers      | NHL        | 48  | 16  | 21  | 37  | 16  | —  | — | — | — | — |
| 2013–14    | Edmonton Oilers      | NHL        | 80  | 28  | 37  | 65  | 18  | —  | — | — | — | — |
| 2014–15    | Edmonton Oilers      | NHL        | 81  | 24  | 39  | 63  | 24  | —  | — | — | — | — |
| 2015–16    | Edmonton Oilers      | NHL        | 69  | 25  | 22  | 47  | 14  | —  | — | — | — | — |
| 2016–17    | Edmonton Oilers      | NHL        | 82  | 20  | 31  | 51  | 16  | 13 | 0 | 2 | 2 | 2 |
| 2017–18    | New York Islanders   | NHL        | —   | —   | —   | —   | —   | —  | — | — | — | — |
| NHL totalt | NHL totalt           | NHL totalt | 507 | 165 | 217 | 382 | 120 | 13 | 2 | 2 | 2 | 2 |

### Internationellt
| År            | Lag           | Turnering     | Matcher | Mål | Assist | Poäng | Utv |
| ------------- | ------------- | ------------- | ------- | --- | ------ | ----- | --- |
| 2007          | Kanada        | IH18          | 4       | 0   | 0      | 0     | 2   |
| 2008          | Kanada        | U18-VM        | 7       | 4   | 6      | 10    | 0   |
| 2009          | Kanada        | JVM           | 6       | 6   | 7      | 13    | 2   |
| 2010          | Kanada        | JVM           | 6       | 8   | 5      | 13    | 4   |
| 2010          | Kanada        | VM            | 4       | 1   | 3      | 4     | 0   |
| 2011          | Kanada        | VM            | 4       | 4   | 0      | 4     | 0   |
| 2012          | Kanada        | VM            | 8       | 4   | 4      | 8     | 0   |
| 2013          | Kanada        | VM            | 8       | 0   | 5      | 5     | 2   |
| 2015          | Kanada        | VM            | 10      | 5   | 8      | 13    | 0   |
| Junior totalt | Junior totalt | Junior totalt | 23      | 18  | 18     | 36    | 8   |
| Senior totalt | Senior totalt | Senior totalt | 37      | 14  | 20     | 34    | 2   |